# Кац, Мария Львовна
Мари́я Льво́вна Кац (известна также под сценическим псевдонимом Юди́фь; род. 23 января 1973, Москва) — советская и российская певица, музыкальный педагог, актриса.
В 1994 году была выбрана первой участницей из России международного телевизионного конкурса «Евровидение» с песней «Вечный странник» (Magic Word), заняв 9-е место из 25. Член общественного совета Российского еврейского конгресса.

## Биография
Родилась 23 января 1973 года в Москве в еврейской семье.
В 1989 году познакомилась с поэтом Кареном Кавалеряном, по протекции которого участвовала в первом телеконкурсе Юрия Николаева «Утренняя звезда», прошла только первый отборочный тур. Весь последующий год посвятила занятиям вокалу. В 1991 году прошла прослушивание и была принята на должность лидер-вокалистки в группу «Квартал».
С 1992 года сотрудничала в качестве бэк-вокалистки в «Лиге блюза». Вместе с бывшим клавишником группы Львом Землинским под сценическим псевдонимом Юдифь записала англоязычную блюзовую пластинку «Вечный странник» и в 1994 году выиграла с заглавной песней альбома право стать первой российской участницей конкурса «Евровидение», где заняла 9 место.
После «Евровидения» продолжила работать в «Лиге блюза», создала с экс-ударником группы «Круиз» Сергеем Ефимовым проект «Красавица и чудовище»
К 2000 году, получив признание как российская «Леди блюз» и «Голос России», создала собственную звукозаписывающую компанию «Хит Старт». Записывает альбом «Рыжий блюз».
В 2002—2003 годах работала педагогом по вокалу на реалити-шоу «Стань звездой». На финальной стадии проекта ставила вокал солистам группы «Другие Правила».
За 10 лет записала бэк-вокал в альбомах известных российских исполнителей, в том числе Валерия Меладзе, Аллы Пугачёвой, Валерия Леонтьева, Софии Ротару и других. Была бэк-вокалисткой при записи дисков Григория Лепса «Натали», «Спасибо, люди…», «В центре Земли» и «Пенсне». В 2005 году была бэк-вокалисткой при записи Сергеем Трофимовым диска «Ностальгия».
Голосом Кац поют персонажи русских версий голливудских фильмов и мультфильмов: «Чикаго», «Солнечный удар», «Танго в Париже», «Разум и чувства», «8,5 долларов», «Анастасия», «Рапунцель: Запутанная история».
В сентябре 2015 года приняла участие в телепроекте «Голос» на Первом канале и попала в команду Григория Лепса.
В 2015 году приняла участие в записи альбома Андрея Макаревича «Идиш джаз 2».
В 2016 году приняла участие в передаче «Квартирник у Маргулиса», посвященной 50-летию Анатолия Крупнова, исполнив песню «Дом жёлтого сна» в своей ярко выраженной ритм-энд-блюзовой манере, аккомпанируя тамбурином.
В 2017 году написала книгу «Ваш голос. Секреты вокального мастерства» с иллюстрациями Андрея Макаревича.
Закончила аспирантуру университета РГСУ в Высшей школе музыки им. А. Шнитке и там же преподаёт.
В 2019 году приняла участие в новогоднем выпуске передачи «Квартирник у Маргулиса» вместе с группой «Машина времени».

## Семья
В 2000 году родила дочь Серафиму Кац.

## Дискография

### Альбомы
1. Youddiph
2. Рыжий блюз
3. Чувство ритма

### Песни
1. Вечный странник
2. Океан
3. Колыбельная
4. Circle Line
5. Dreams Of Youth
6. Free Love
7. Heavy Sin
8. Keep Your Heart
9. Magic Word (Eternal Wanderer)
10. My Boy Is Drivin' A Bus
11. My World
12. We Can Be Friends
13. Without You
14. На волне
15. Ты не моя печаль
16. Свет луны
17. Honey Hush
18. Ты усталый путник
19. Свет луны
20. Ain’t Nobody’s Business, If I Do
21. Try
22. I Feel The Same
23. It’s a Bad Thing
24. Ищу тебя
25. Скажи
26. Чувство ритма
27. Слушай небо
28. Города любви
29. Телом и душой
30. Сердце танца
31. Образ жизни
32. Голос сердца
33. Берегите ножки
34. Поцелуй небо (дуэт с Дмитрием Четверговым)
35. Боль
36. Примирение
37. Нет, только тот, кто знал
38. Ни слова, о друг мой, ни вздоха
39. Нищая

## Фильмография
- 1997 — Анастасия — Анастасия (озвучка)
- 2002 — Чикаго — Вэлма Келли, Мэри Саншайн (озвучка)
- 2010 — Рапунцель: Запутанная история — Матушка Готель (озвучка)
- 2017 — Сальса — член жюри шоу